# 馬術
馬術（ばじゅつ、英: equestrian art(s)）は、馬を乗りこなす術。馬に乗り、馬を御（ぎょ）する技術。馬に乗ってそれをあやつる技術。

## 概説

### 歴史
もともとは、ユーラシア大陸の草原地帯の民族の間で発達したものと考えられる。
馬を自由に操る馬術は、騎馬戦のための技術として発達してきた。銜(はみ)・鞍・鐙などの馬具の発明も馬術の発達に役立った。紀元前1400年ころヒッタイトのキックリによって馬術書が書かれた。これが最古の馬術書ともされ、5枚の粘土板に楔形文字で書かれており、その内容は戦闘用に馬を調教し、また飼養管理する方法である。
紀元前400年ころに古代ギリシアのクセノポンが馬術書を記した。その内容はほとんどが現代でも通用する内容であり、馬が主人を信頼する召使いとなるよう調教した。なお古代ギリシア時代に続く古代ローマ時代は、著名な馬術家が出ておらず、馬術の暗黒時代とも言われる。
ヨーロッパ中世の騎士も馬を使いこなしたわけだが、騎士は重い甲冑に身につけていたので当時の馬はそれに耐えるよう大型でずんぐりとしていた。その後、火器の発達によって重い甲冑は無用になり、戦術も転換が必要となった。
その後、馬術は「貴族のたしなみ」として、洗練されたものになってゆく。16世紀、イタリアのフェデリコ・グリゾーネが馬術書を著し、ジョヴァンニ・ピニャテリがナポリに乗馬学校を設立した。続いて、フランスのプリュービネル、ゲリニエール（François Robichon de La Guérinière）などの、名だたる馬術家も輩出した。
ヨーロッパの高等馬術の伝統は、ウィーンのスペイン乗馬学校やフランスのソーミュール国立馬術学校（Le Cadre noir de Saumur）において、現在に至るまで継承されている。
以上の流れとは少し異なるが、イタリアの騎兵大尉フェデリコ・カプリッリ（Federico Caprilli、1868-1907）は、障害飛越や野外騎乗に即した自然馬術方式を考案し、近代スポーツ馬術を創始した。
以上を別の角度から要約しつつ情報を補足すると次のようになる。
ヨーロッパの馬術は古代ギリシアで発達したものを継承したもので、古代ギリシアのクセノポンの馬術に関する著作があり、近代馬術はルネサンス期のイタリアにおいてクセノポンの再評価から始まった。18世紀フランスのド・ラ・ゲリニエール en:François Robichon de La Guérinière）は、この流れを集大成し「近代馬術の父」と呼ばれている。また、19世紀ドイツのシュタインブレヒト(
Gustav Steinbrecht）は現在のドイツ馬術全盛の基礎を築いた馬術家として知られている。ゲリニエールやシュタインブレフトの騎乗法・調教法が今日の馬場馬術の基礎をなしている。

### 日本での馬術
日本には4世紀末ころに中国大陸より騎馬の風習が伝わり、6世紀には広まることになった。その後、武芸の一つとして「弓馬の術」が、とくに鎌倉時代・室町時代以降に盛んになり諸流派を生んだ。
明治時代に明治政府は兵制の改革を行い、洋式馬術が行われるようになった。これにより日本の古くからの馬術はほぼ廃れ、現在、一部の研究家が実践するにとどまっている。
明治政府が洋式馬術を導入し模倣したものの日本騎兵は西欧の騎兵と比べて軍馬の能力に劣っていた。秋山好古（1859-1930）は騎兵科将校として陸軍大学校にも入学、欧州各地を視察し日本騎兵の改良を試み（当時、騎兵隊と言えばそれのみの編成であったが）騎兵以外の歩兵、砲兵、工兵などとの複合編成を編みだすことで弱点を補い、日露戦争で秋山支隊を率いコサック騎兵隊の大軍と戦いこれを打ち破った。西竹一（通称「バロン西」。1902-1945。男爵。陸軍軍人）は1932年ロサンゼルスオリンピック馬術障害飛越競技で金メダルを得た。
第二次世界大戦の敗戦により、日本では兵科としての騎兵科は廃止され、馬術の拠点の一つが失われた。また、当時は既に世界中で騎兵そのものが廃れつつあり、それに代わって自動車化歩兵（機械化歩兵）や戦車が急速に台頭する時代に突入しており、国防組織として警察予備隊、保安隊、陸上自衛隊が発足しても、騎兵は復活しなかった。
馬術には、馬匹と馬場・厩舎等の設備が不可欠であり、戦後期には（乗馬クラブも平成時代以降ほどには普及していなかったので）学生馬術が馬術競技を行う主体として重要であった。現在でも日本では、乗馬、特に馬術競技を始めるきっかけとして、大学体育会馬術部の存在は大きい。大学体育会馬術部の競技会として、1928年（昭和3年）に第1回全日本学生馬術選手権大会が開催された。1957年（昭和32年）には、日本馬術連盟の傘下団体として、全日本学生馬術連盟が組織された。全日本学生馬術連盟は、全日本学生馬術大会（全日本学生賞典障害馬術競技大会・馬場馬術大会・総合馬術大会）および全日本学生馬術選手権大会・女子選手権大会を主催している。
日本中央競馬会は馬事振興の取組みの一環として、馬術にも深く関わってきた。事業支出の中に馬事等振興費を設け、馬事公苑など馬術競技の拠点の所有・運営、乗馬の購入補助、学生馬術部への資金補助など、馬術の全般にわたりサポートをしている。2024年パリオリンピックの総合馬術団体ではJRA職員の戸本一真が銅メダルを獲得、個人総合では5位入賞を果たした。また、総合馬術団体メンバーの使用する多くの乗馬はJRAの資金援助の元、購入されている。
学生馬術から競馬界に進むものも多く、戦後から現在に渡るまで数多くの調教師が学生馬術を経験している。高校卒業者が少ないため馬術競技経験のある騎手は少ないが、減量が難しくなり一度騎手を諦め馬術へ転向、全日本障害飛越選手権で優勝したのち騎手免許を取得した小牧加矢太、中学生当時の視力が受験資格を満たさず馬術へ転向、大学卒業後は競走馬の生産・育成に携わったのち、受験資格が緩和されたことにより騎手免許試験を受験し合格した坂口智康のような例がある。2名はともに障害競走専門の騎手免許である。
平成期以降の日本には乗馬クラブが多数あり、ブリティシュ馬術やウェスタン馬術を習得することが可能となっている。また、ほそぼそとではあるが流鏑馬や犬追物が伝統文化として継承されている

### 現代の馬術
現代における馬術を大きく分類すると「ブリティッシュ馬術」と「ウェスタン馬術」の2つに分類されるとも指摘されている。「ブリティッシュ馬術」はヨーロッパ発祥の馬術であり、それに対して「ウェスタン馬術」は新大陸におけるカウボーイ乗馬を起源とした馬術である。
「ブリティッシュ馬術」と「ウェスタン馬術」は技術もスタイルも大きく異なっている。ただし双方に共通する大きな特徴もあり、それは愛馬精神の尊重である。
なお競技としては、かしこまった「馬場馬術」だけでなく、テントペギングのように騎兵競技の面があるものや、馬上槍試合やジョストのような武道的側面を有する競技、ポロのように球技的な競技も行われており、それらにも馬術が含まれている。

## ブリティッシュ馬術

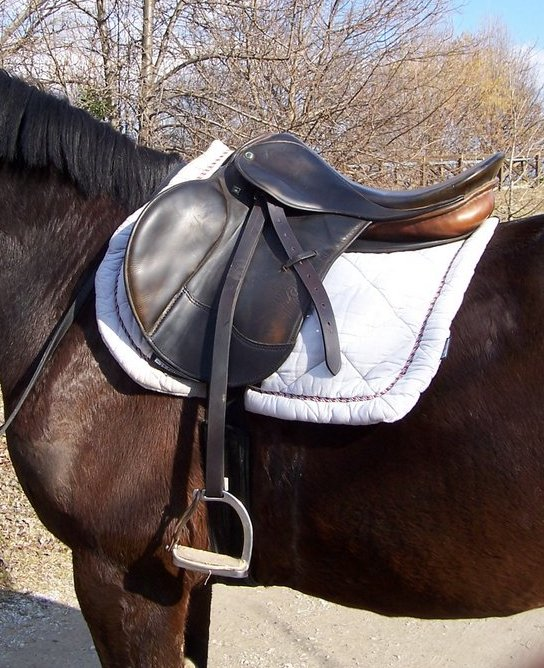
ブリティッシュ乗馬用の鞍

イギリスの上流社会のたしなみを反映した流派であり、運動の正確さ、美しさなどを重視する。
馬術家の礼儀・作法も重んじており、公式の場では燕尾服・トップハット（シルクハット）や軍服などの正装を要求する。ほとんど見られることはないが、女性の正装はロングドレス、つば付きの帽子で胸に花をつけサイドサドルを用いる。
乗馬スタイルは、手綱を比較的緊密に用いて馬への細かい指示を可能にしている。馬具はシンプルな、脚を使いやすい鞍（サドル）を用いる。オリンピックをはじめとした、公式の馬術競技で競われる種目のほとんどはブリティッシュ馬術に由来する。
一般的に障害競技では乗蘭にメット、馬場馬術競技では乗蘭、あるいは燕尾服にハットが義務付けられる。基本的には、収縮課目であるか否かで乗蘭と燕尾服の使用が分かれるような慣習があり、収縮課目では燕尾服とするのが一般的である。乗蘭には黒と赤があるが、赤は本来、狐狩りのリーダーが着るものであり、通常は黒の乗蘭を用いる。

## 馬術競技
馬に騎乗して運動の正確さ、活発さ、美しさなどを目指すスポーツ、技術体系、また競技種目である。障害飛越競技、総合馬術の分野では、20世紀初頭、イタリア騎兵将校のカプリリーが編み出した、鐙を短くして上半身を前傾させる騎乗法が広く採用されている。
馬術はオリンピックでは動物を使用する唯一の種目であり、選手自身の性別に左右されること無く、純粋に個人の技量を競うことの出来る唯一の競技でもある。

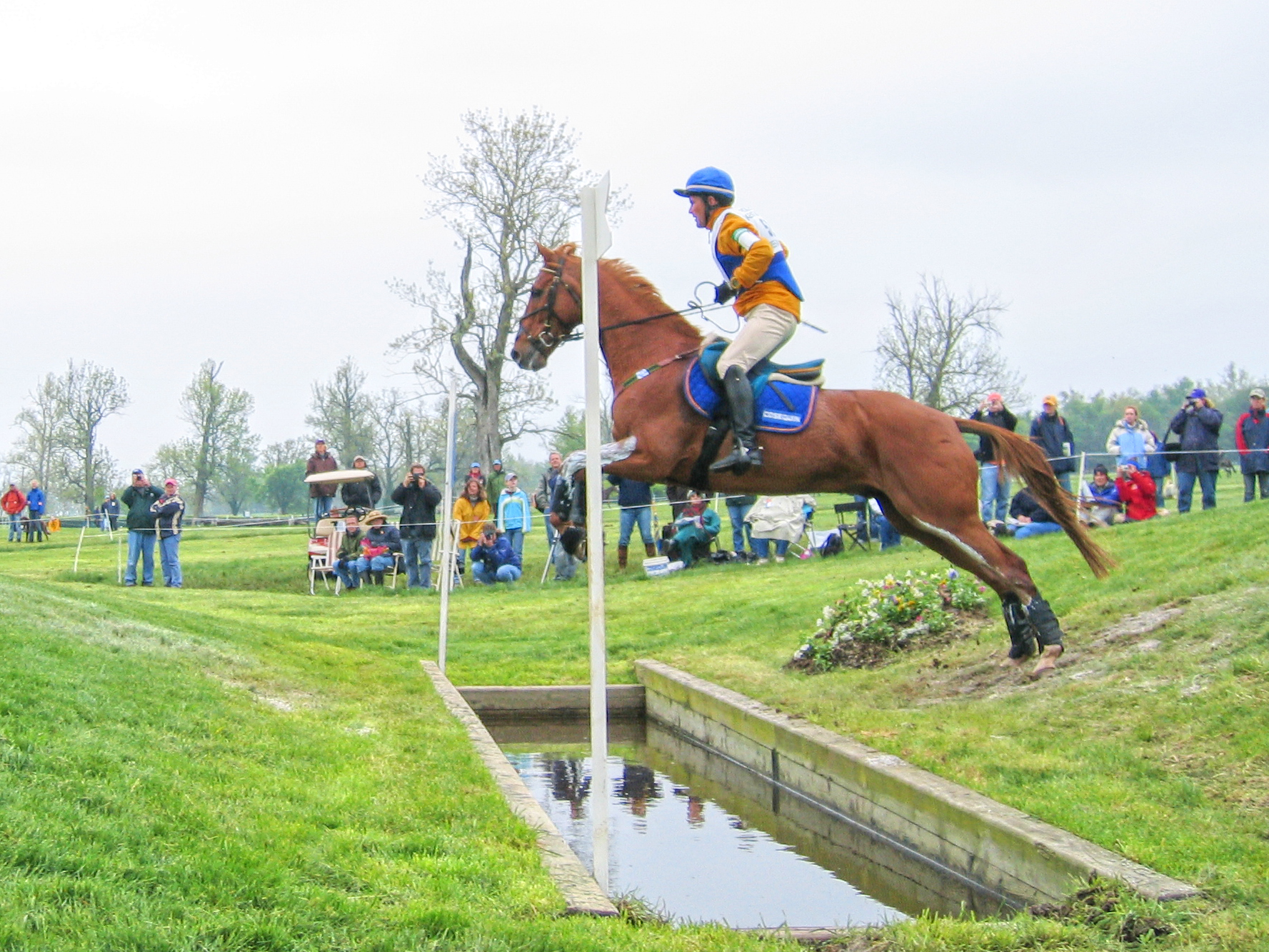
総合馬術競技のうち、クロスカントリーの様子

なお、オリンピックでは、馬場馬術（Dressage ドレッサージュ）、障害飛越競技（jumping ジャンピング）、総合馬術（Eventing イベンティング）の3種目によって行われるが、FEIによって開催される世界馬術選手権（World Equestrian Games)ではこれらに加え、長途騎乗（エンデュランス）競技（endurance riding）、レイニング（Reining）、馬車競技（en:Combined driving）、障害者馬術（en:Para-equestrian パラエクエストリアン）、軽乗競技（en:Equestrian vaulting）、の計8種目により行われる。
かつて、初めて競技として採用されたパリオリンピック（1900年）では「乗馬走り高跳び」「乗馬走り幅跳び」の2種目があったが、転倒・落馬の危険が高いため、この回のみで廃止された。アントワープオリンピック（1920年）では「乗馬フィギュア（個人・団体）」の種目があったが、この回のみで廃止された。
近代オリンピックにおいては、ヘルシンキオリンピック（1952年）にて騎兵将校以外の男子および女子の参加が認められるまでは、馬術は職業軍人だけが参加できる競技であった。

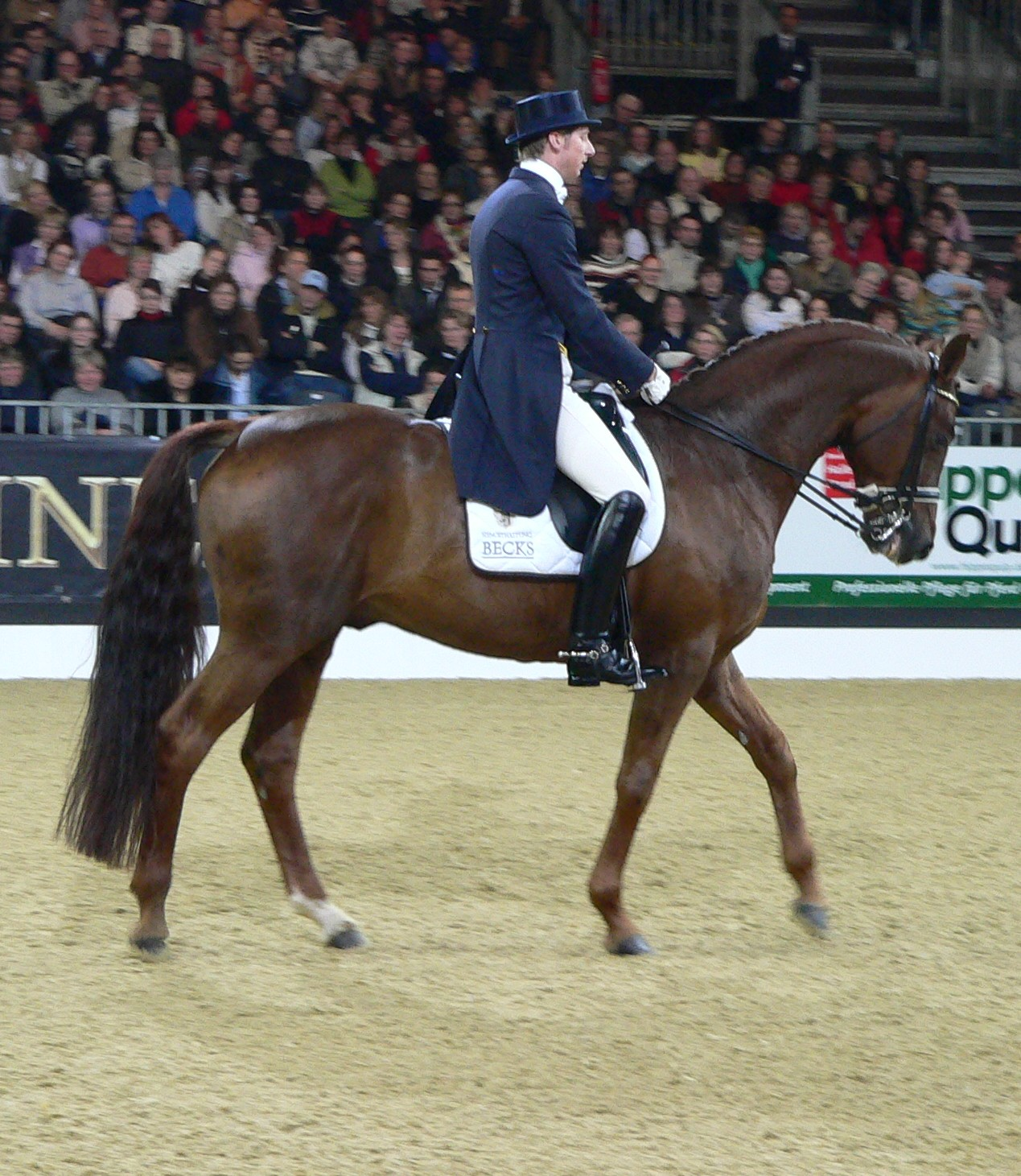
馬場馬術

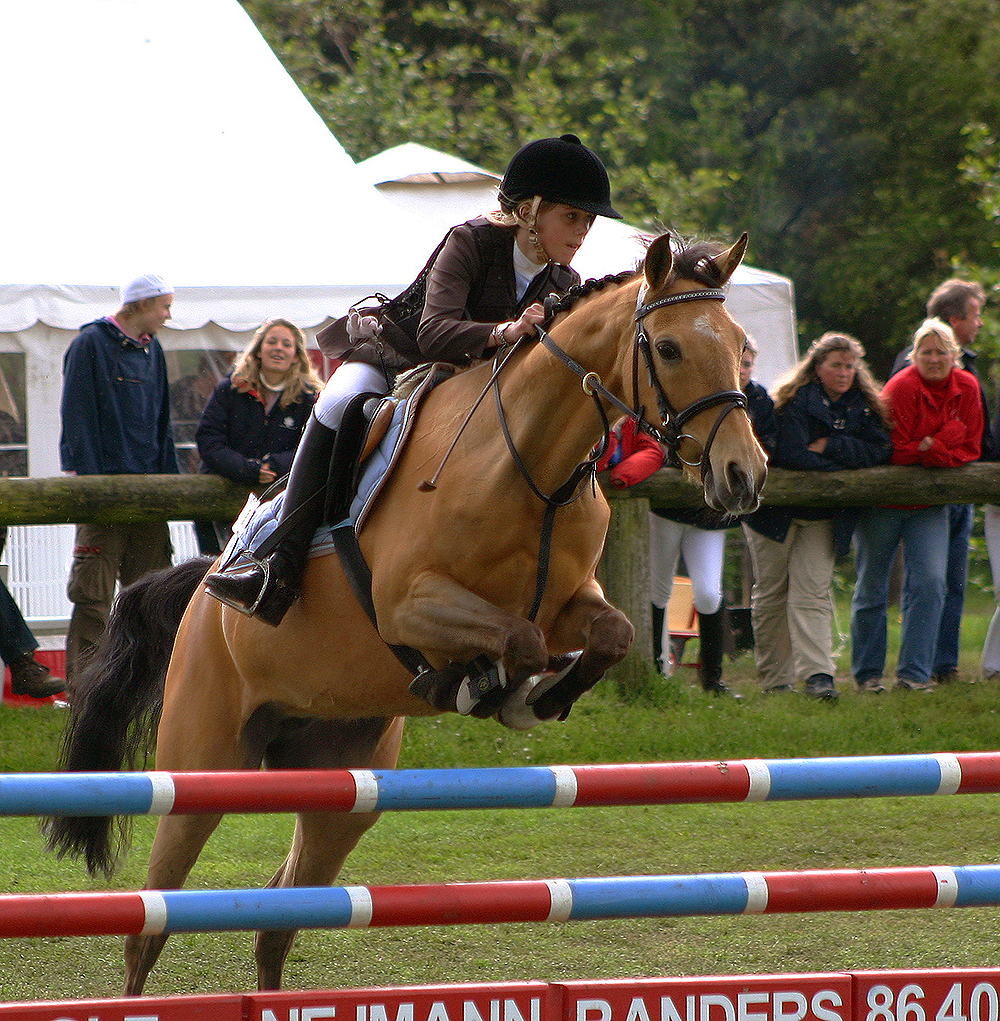
障害飛越競技

- 競技
  - 障害飛越競技
  - 馬場馬術
  - 総合馬術
  - ジムカーナ
  - 部班

- 用具
  - ヘルメット
  - 鞭
  - ブーツ
  - ズボン
  - チャップス
  - ジョッパーブーツ
  - 拍車

- 用語
  - 扶助
    - 脚
    - 拳
    - 座骨
    - 副扶助

  - 騎座
  - 輪乗り
  - 巻乗り
  - 屈撓
  - 歩法 (馬術)
  - 手前

## ウェスタン馬術

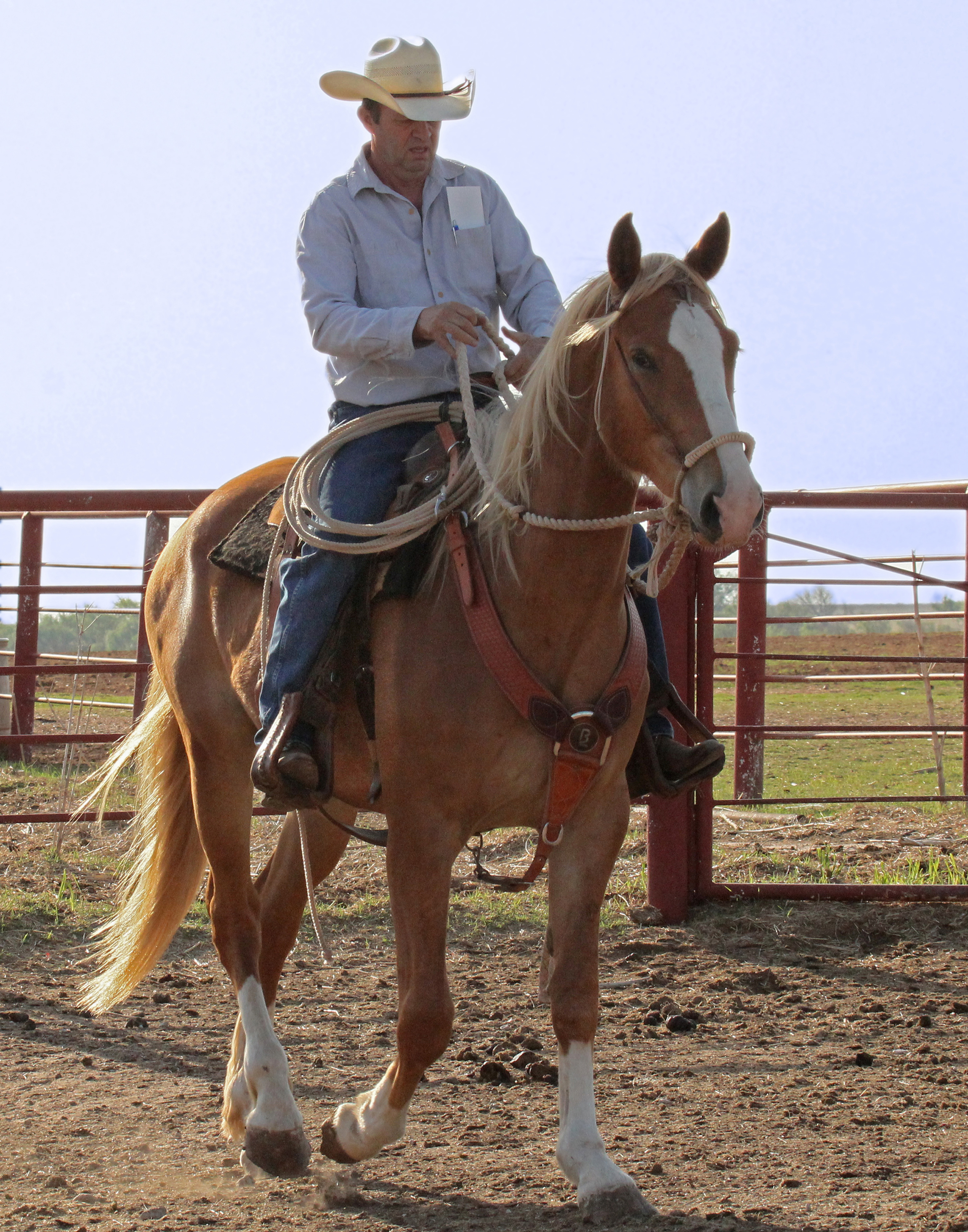
カウボーイの馬術

未開拓の新大陸（西部開拓時代）で長距離の騎乗を行うことを目的とした、カウボーイ乗馬に端を発する馬術である。服装も、カウボーイハット（Cowboy hat）、バックル（belt buckle）、ジーンズ...とウェスタンファッションが正装である。
長時間座っても疲れない堅牢な鞍（サドル）を使用し、手綱はルーズレインと呼ばれ、馬が自由に首を動かしバランスをとりやすい様ゆるませ、ハミに直接プレッシャーを掛けるのではなく、手綱（レイン）を馬の首に触れてコントロールする乗り方が特徴。これは、カッティング競技などで必要な馬の反射神経を最大限に活用させるための工夫でもある。

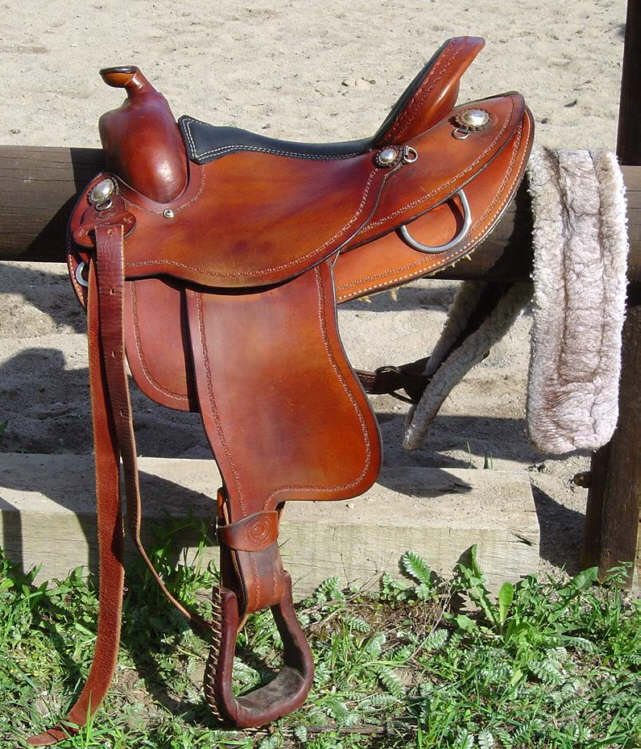
ウェスタン乗馬用の鞍。右は腹帯

カウボーイの仕事から発生した馬術である。ウエスタンホースマンシップ 、 レイニング 、 バレルレーシング 、 カッティングなどの競技も存在する。ロデオ競技にその技術が使われてはいるが、ロデオ競技とは別物である。
一般的に、ウェスタンにおいては片手手綱での騎乗も特長のひとつとされているが、これは利き手を作業のためにあけておくために必要な高等技術であり、上級競技以外の競技や基礎練習などでは、両手手綱が基本となる。日本でそういわれているが、ブリティッシュでも、ポロ、儀典などの科目においては、片手手綱が必須である。多くの場合、片手で4本の手綱を繰る。
また、ブリティッシュ馬術における軽速歩が無いといわれることもあるが、日本でそういわれているだけのことで、Posting Trotといわれる乗り方がある。ただ、Posting Trotはブリティッシュの用語である上、ブリティッシュでもこの歩法はかなり最近用いられるようになったものである。それ以前には存在しないし、伝統的なスパニッシュ馬術などにも存在しない。

## 伝統日本馬術
日本での馬術は武芸十八般にも数えられているように、武芸の重要な科目であった。特色として、蹄鉄が伝えられていなかったので、わらじをはかせていたか、蹄が硬いので何もはかせずに乗っていたことがあげられる。また、去勢の技術が伝えられていなかったこと、人を齧るくらい荒々しい牡馬を乗りこなす武士が尊ばれた。このような癖の強い「悪馬」の調教や乗馬法も考案され、「悪馬新当流」のように流派名とした例もある。一方で戦いが騎射を主体とした一騎打ちから集団戦に移行し、馬の品種改良が進むと、大坪流のような集団戦に対応した流派が主流となった。
日本の古来の乗馬位置は西洋馬術と反対の右乗りである。平治物語絵巻や1887年のイギリス・イラストレーテッド・ロンドン・ニュースなど古くから明治初期まで日本人が馬には右から乗っていたことを示す絵画が存在する。
競技種目としては流鏑馬、笠懸、打毬などがある。

### 日本の馬術流派
- 小笠原流
  - 大坪流
    - 大坪古流
    - 大坪本流
    - 大坪新流
    - 荒木流
      - 通明流

    - 上田流
      - 解龍流

    - 大泉流
    - 大熊流

  - 八条流（高麗流）
    - 新八条流
    - 二宮流
    - 八条当流
    - 山形流

  - 人見流
  - 一全流
- 調息流
- 悪馬新当流（神当流）
  - 徒鞍流
  - 常心流
- 鎌倉流
- 賀茂悪馬流

## 障害者と馬術の関わり
身体障害を持つ者にとっても馬術の歴史が積み重ねられており、「紀元前5世紀に、戦争で傷ついた兵士を馬に乗せることで治療していた」とされる文献があるという。障害者による競技は、「馬場馬術」が一般的になされ、FEIも「障害者馬場馬術競技(Para-Equestrian Dressage)」を管轄している。なお、限られた例ではあるが「障害飛越競技」に取り組んだ競技者も存在する。馬術はパラリンピックの競技種目としても登録されている。演目は規定演技を行う「チャンピオンシップテスト」と、各自で選んだ楽曲に合わせて演技を組み合わせていく「フリースタイルテスト」の2つがある。競技者の障害程度により「I」「II」「III」「IV」「V」のグレードへ分類される。そのことをクラシフィケーションという。
なお、FEIでは「障害者馬車競技(Para-Equestrian Driving)」も管轄しており世界選手権大会も開催している。
落馬事故で障害を背負った元競馬騎手が馬術競技に転向する例もあり、日本の馬術選手では選手石山繁、選手常石勝義、選手高嶋活士がこれに当たる。

## 日本での馬術用語
明治以降、日本での馬術は、伝統の馬術を廃して西洋馬術を主に、大日本帝国陸軍（陸軍騎兵学校を参照）において導入し発達したという経緯がある。そのため、用語の多くは、軍隊用語の流れを汲むものとなっている。
- 脚（きゃく）
騎乗者のあし（下腿・脹脛）を意味する。馬のあしは肢（あし）と表現して区別する。脚の馬腹との接触は人馬のコミュニケーションにおいて重要で、馬を推進させる方向に働く。

## 関連組織
- 国際馬術連盟
- 日本馬術連盟
- 日本社会人団体馬術連盟
- 全国乗馬倶楽部振興協会
- 全日本学生馬術連盟